# Свети Илия (Кормища)
Вижте пояснителната страница за други значения на Свети Илия.
„Свети Илия“ (на гръцки: Ιερός Ναός Προφήτου Ηλιού) е възрожденска църква в село Кормища, Гърция, енорийски храм на Зъхненската и Неврокопска епархия.
Построена е през 1835 година в гръцката махала на селото Метохи с финансовата помощ на манастира „Света Богородица Икосифиниса“. Осветена е на 15 февруари 1835 година, за което свидетелства каменна плоча над арката на западния вход на храма.
| „ | ΕΤΟΣ 1835 ΦΕΒΡΟΥΑΡΙΟΥ 15 – ΔΙΑ ΣΥΝΔΡΟΜΗΣ ΟΜΟΥ ΤΕ ΚΑΙ ΔΑΠΑΝΗΣ ΤΗΣ ΑΠΑΣ ΜΟΝΗΣ ΕΙΚΟΣΙΦΟΙΝΙΣΣΗΣ ΜΕΤΑ ΚΟΠΟΥ ΔΕ ΑΥΤΩ ΤΩ ΗΜΕΤΕΡΩ ΑΠΑΝΤΩΝ ΤΩΝ ΔΙΟΙΚΟΥΝΤΩΝ ΤΩ ΧΩΡΙΩ ΣΤΑΥΡΟΠΗΓΙΟΣ ΕΚΤΙΣΘΗ ΕΚΚΛΗΣΙΑ ΚΑΛΛΙΣΤΟΣ ΑΥΤΗ ΚΑΙ ΟΥΤΩΣ ΣΕΒΑΣΜΙΑ ΗΧΘΗ ΤΕ ΕΙΣ ΦΩΣ ΕΠΙ ΗΓΟΥΜΕΝΙΑΣ [...] ΣΙΩΝ ΚΥΡΙΟΥ ΠΟΛΥΚΑΡΠΟΥ ΟΝΟΜΑ Δ’ ΑΥΤΗΣ ΕΤΕΘΗ ΤΟΥ ΠΡΟΦΗΤΟΥ ΥΠΕΡΑΣΠΙΣΤΟΥ ΗΛΙΟΥ ΤΟΥ ΘΕΣΒΙΤΟΥ ΕΠίΣΤΑΤΟΥΝΤΟΣ ΚΑΙ ΤΟΥ ΚΥΡ ΔΩΡΟΘΕΟΥ ΠΡΟΗΓΟΥΜΕΝΟΥ ΚΑΙ ΗΜΙΝ ΕΡΑΣΜΙΟΥ | “ |